# Kétly László
Csurgói báró Kétly László, Kétly László Ferenc Zoltán (Budapest, 1873. május 27. – Budapest, Józsefváros, 1936. szeptember 4.) orvos, egyetemi tanár, a Kétly család sarja. Szigligeti Ede unokája.

## Élete
Kétly Károly és Szathmáry (Szigligeti) Anna legidősebb gyermekeként született. A fővárosban tanult, amikor még csak medikus volt, az egyetem élettani- és kórbonctani intézetében dolgozott. 1895-ben ledoktorált, orvossá avatták. Franciaországban folytatta tanulmányait, Strassburgban belgyógyászatot, élet- és kórvegytant, Párizsban pedig idegkórtant tanult. Franciaországi tanulmányai után Berlinben további képzéseken vett részt. Hazatérte után a II. számú klinikán vezető tanársegéd, 1903-ban már adjunktus, egy évvel később már a diagnosztika magántanára. 1910-től címzetes rendkívüli tanár, 1912-től pedig már nyilvános rendkívüli tanár és az I. számú belklinika vezetője. 1914. március 30-ától egyetemi nyilvános rendes tanár, de a világháború kitörése miatt a Ludovika Akadémia kórházának lett a vezetője. 1919-ben felfüggesztették állásából, majd ősszel újjászervezte a klinikáját. 1922-ben lett a II. számú belklinika igazgatója, 1927-től pedig az orvosi kar dékánja. Halálát hurutos tüdőlob okozta.
Feleségül vette Ajtai-Kovács Margit Sarolta Gizellát, egyik lánya, Katalin pedig Jékey Sándorhoz ment nőül, aki id. Jékey Sándor szatmári főispán volt.

## Művei
- Magyar orvosi vademecum (2 kötet, Bp. 1902)
- A belgyógyászati diagnosztika és vizsgáló módszerek kézikönyve (Bp. 1914)
- A typlaus abdominalis és a paratyphusok (Bp. 1919)
- Az ileus klinikája (Bp. 1928)
- A család egészsége